# 大梶南事件
大梶南事件（おおかじみなみじけん）とは、1952年（昭和27年）5月30日に、宮城県仙台市の大梶南地区（現・宮城野区大梶）で発生した公安事件。

## 事件の発端
事件の舞台となった大梶南地区は在日韓国・朝鮮人が多く住む地区で、民団系と民戦系が拮抗しており、地区を縦断する道路を「38度線」と呼び反目していた。
また当時の大阪府泉大津市でも両勢力による抗争事件が発生していた。民戦では、この事件の被害者の親族が大梶南地区にいると主張、「殺人鬼民団に対する抗議」と対立姿勢を強め一触即発の様相を呈していた。

## 事件の概要
1952年5月30日午後7時に、民戦系朝鮮人70人が松原朝連学院に集合した。そして、四列縦隊のスクラムを組んで民団系の韓国人宅を襲撃し、中にいた人に暴行を加えたり窓ガラスを割ったりした。
住民の急報を受け、仙台市警察は地区全体を包囲し、翌日午前8時に一斉検挙をおこなった。6月2日までに20人を逮捕した。

## その後の顛末
仙台地方裁判所は1957年9月16日、各メンバーに懲役6～10ヶ月の有罪判決を言い渡した。